# Vocoder
Il termine vocoder, che nasce dalla contrazione dei termini inglesi voice e encoder; indica il dispositivo elettronico o programma capace di codificare un qualsiasi segnale audio attraverso i parametri di un modello matematico.

## Caratteristiche tecniche
Il vocoder elabora i segnali audio grazie ad algoritmi di codifica, tra i quali vi sono, in genere, quello GSM e quello CELP usati nelle telecomunicazioni per trasmettere i dati audio (un esempio di applicazione dell'algoritmo di codifica GSM è dato dai telefoni cellulari).
Il processo di codifica del segnale audio tramite vocoder è costituito da due elementi fondamentali: il segnale audio esterno ed il carrier.
Il segnale audio esterno può essere dato da qualsiasi sorgente audio: microfono (dinamico, a condensatore, ecc.), strumenti musicali elettrici ed elettronici (chitarra elettrica, sintetizzatore, ecc.), lettori multimediali (lettore CD, DVD, MP3, ecc.); il carrier invece è dato dalla struttura fisica o virtuale che accoglie la sorgente sonora e la codifica secondo i suddetti algoritmi.
La codifica avviene dividendo e clonando il segnale audio in diverse bande che vengono poi riunite in un unico segnale audio in uscita che contiene il risultato finale della codifica.

## Caratteristiche fisiche
Il vocoder fa parte degli strumenti musicali elettronici o elettrofoni. Come strumento musicale è disponibile in commercio in diverse forme:
- come strumento a tastiera, quasi sempre abbinato ad un sintetizzatore al quale demanda la generazione dei segnali portanti (realizzato come emulazione del vocoder vero e proprio) oppure come vocoder fisico autonomo
- come rack, a volte abbinato a sintetizzatori, o altre volte concepito come effetto esterno per armonizzazioni vocali;
- come VI (Virtual Instrument), per essere utilizzato come programma per PC o per tastiere MIDI che dispongono di sistema operativo per VI.

## Storia

### Storia delvocodercome codifica vocale

#### Vocoder analogici
Il vocoder ha lo scopo di elaborare le caratteristiche di un segnale acustico, detto portante, mediante il comportamento dinamico di un secondo segnale acustico, detto modulante. La maggior parte dei sistemi vocoder analogici usa un determinato numero di canali di frequenza, ognuno impiegante un filtro passa-banda, a copertura della gamma audio da trattare. Ogni canale analizza le varie frequenze del segnale modulante, che risulteranno di intensità differenti nei vari canali, ed i valori ottenuti sono utilizzati per modulare in ampiezza la corrispondente frequenza sul segnale portante. Così, se il segnale modulante in quel momento presenta un picco di ampiezza a 200 Hz, il segnale portante verrà modificato per esaltare la sua porzione attorno a 200 Hz; allo stesso modo, una formante vocale sul segnale modulante verrà prima scomposta nelle sue frequenze componenti, e quindi utilizzata per variare lo spettro del segnale portante sul medesimo modello, come se a parlare fosse il segnale portante invece della voce umana.
Il risultato è un linguaggio riconoscibile, sebbene con un sound "meccanico". Spesso i vocoder includono un secondo sistema per generare dei suoni non vocali, grazie all'uso di noise generator (generatori di rumore) al posto della frequenza fondamentale.
Il primo esperimento con un vocoder fu condotto nel 1928 da Homer Dudley, ingegnere della Bell Labs, che lo brevettò nel 1935. Il vocoder di Dudley venne usato nel sistema SIGSALY, creato dagli ingegneri della Bell Labs nel 1943. Il sistema SIGSALY fu usato per comunicazioni di alto livello criptate durante la Seconda guerra mondiale. Più tardi altri lavori in questo campo furono condotti da James Flanagan.

#### Vocoder basati sull'equazione di Yule-Walker
Fin dalla fine degli anni settanta del novecento, la maggior parte dei vocoder non musicali sono stati implementati con l'equazione di Yule-Walker, con cui l'inviluppo spettrale del target del segnale (ovvero la formante) è dato da un filtro IIR all-pole. Codificando con questa equazione, il filtro all-pole sostituisce il bank del filtro passa-banda del suo predecessore ed è usato nel codificatore per "sbiancare" il segnale (ad es. per eliminare lo spettro) e nuovamente nel decodificatore per riapplicare la forma spettrale del segnale con il target del linguaggio. In contrasto con i vocoder realizzati con il bank del filtro passa-banda, la localizzazione dei picchi spettrali dell'equazione di Yule-Walker è determinata interamente dal target del segnale ed è necessario che non sia armonica (a es. tutti i numeri multipli della frequenza di base).

#### Implementazioni nei nuovi vocoder
Persino con la necessità di registrare parecchie frequenze e i suoni addizionali non vocali, la compressione esercitata dal sistema vocoder è notevole. I sistemi standard per registrare il linguaggio registrano una frequenza che va da circa 500 Hz a 3400 Hz, dove si trovano la maggior parte delle frequenze usate nel linguaggio, che richiedono 64 kBit/s di banda passante. Comunque, un vocoder può offrire una buona simulazione con un piccolo data rate come 2400 bit/s, un miglioramento di 26×.

### Storia musicale delvocoder
Nelle applicazioni musicali, una sorgente sonora musicale è data dal carrier, come ad esempio l'utilizzo del suono di un sintetizzatore come input del bank del filtro, una tecnica che divenne popolare negli anni settanta del novecento. Nel 1970, i pionieri della musica elettronica Wendy Carlos e Robert Moog svilupparono uno dei primi veri vocoder musicali. Un dispositivo a 10 bande ispirato ai disegni di Homer Dudley, fu chiamato inizialmente spettro encoder-decoder, e più tardi semplicemente vocoder. Il segnale carrier proveniva da un sintetizzatore modulare Moog, e il modulator da un microfono collegato ad un input. L'output di questo vocoder era abbastanza intuitivo, ma dipendeva in particolare dall'articolazione del linguaggio. Più tardi vocoder più avanzati usavano un filtro passa-alto per rilasciare un "sibilo" attraverso il microfono; ciò discosta il dispositivo dalla sua originale applicazione di codificatore di discorsi, ma rende molto più chiaro l'effetto di "sintetizzatore parlante".
Il vocoder di Carlos e di Moog venne impiegato in diverse incisioni, inclusa la colonna sonora del film Arancia meccanica di Stanley Kubrick, in cui il vocoder cantava la parte vocale della "Nona Sinfonia" di Beethoven. Nella colonna sonora è presente anche un brano chiamato "Timesteps", in cui figura il vocoder in due tempi. Inizialmente, "Timesteps" fu inteso come una mera introduzione di vocoder per il "timido ascoltatore", ma Kubrick scelse di includere il pezzo nella colonna sonora.
Il primo album rock ad includere un vocoder fu The Electric Lucifer di Bruce Haack del 1970, seguìto diversi anni dopo dall'album Autobahn del gruppo tedesco Kraftwerk (1974) e On The Road Again (1978) del gruppo francese Rockets. Fra le altre canzoni che per prime utilizzarono il vocoder vi fu The Raven, dell'album Tales of Mystery and Imagination - Edgar Allan Poe del gruppo progressive rock The Alan Parsons Project (1976); il vocoder compare anche in successivi album di Alan Parsons come I Robot. Nel 1977 Giorgio Moroder lo usa in From Here to Eternity, mentre i Pink Floyd lo usano nella traccia Sheep dell'album Animals; Anche grazie al successo discografico di Alan Parsons, il vocoder tornò sulla scena della musica pop alla fine degli anni '70 del novecento, ad esempio, nelle registrazioni disco music. Jeff Lynne dell'Electric Light Orchestra lo usò in alcuni album come Time (usando il vocoder Roland VP-330 Plus Mkl). I Cynic sono uno dei primi gruppi ad utilizzare il Vocoder nel genere Death metal.
Dagli anni novanta in poi i Daft Punk sono senza dubbio gli artisti che più hanno usato il vocoder, o che quantomeno hanno reso noto il suo suono al grandissimo pubblico. In particolare il suono del vocoder è diventato la cifra stilistica più indicativa del duo elettronico francese. Anche gli Eiffel 65 hanno usato il vocoder per i loro singoli di più grande successo, su tutti Blue (Da Ba Dee).